# Shannonomyia tuber
Shannonomyia tuber är en tvåvingeart som först beskrevs av Alexander 1953.  Shannonomyia tuber ingår i släktet Shannonomyia och familjen småharkrankar. Inga underarter finns listade i Catalogue of Life.